# 兵庫県幼稚園一覧
兵庫県幼稚園一覧（ひょうごけんようちえんいちらん）は、兵庫県の幼稚園の一覧。

## 国立幼稚園
- 神戸大学附属幼稚園
- 兵庫教育大学附属幼稚園

## 公立幼稚園

### 神戸市

#### 東灘区
- 神戸市立東灘のぞみ幼稚園
- 神戸市立魚崎幼稚園
- 神戸市立御影幼稚園

#### 灘区
- 神戸市立灘すずかけ幼稚園

#### 兵庫区
- 神戸市立兵庫くすのき幼稚園

#### 須磨区
- 神戸市立名谷きぼうの丘幼稚園

#### 垂水区
- 神戸市立たるみ幼稚園
- 神戸市立小束山幼稚園
- 神戸市立青山台こばと幼稚園

#### 北区
- 神戸市立やまびこ幼稚園
- 神戸市立からと幼稚園
- 神戸市立山田幼稚園
- 神戸市立有野幼稚園
- 神戸市立道場幼稚園
- 神戸市立大沢幼稚園
- 神戸市立長尾幼稚園
- 神戸市立淡河好徳幼稚園

#### 中央区
- 神戸市立あづま幼稚園
- 神戸市立神戸幼稚園
- 神戸市立港島幼稚園

#### 西区
- 神戸市立太山寺幼稚園
- 神戸市立いかわ幼稚園
- 神戸市立たまつ幼稚園
- 神戸市立櫨谷幼稚園
- 神戸市立おしんべ幼稚園
- 神戸市立玉津第二幼稚園
- 神戸市立平野幼稚園
- 神戸市立岩岡幼稚園

### 姫路市
- 姫路市立水上幼稚園
- 姫路市立広峰幼稚園
- 姫路市立安室東幼稚園
- 姫路市立曽左幼稚園
- 姫路市立城陽幼稚園
- 姫路市立白浜幼稚園
- 姫路市立高浜幼稚園
- 姫路市立城東幼稚園
- 姫路市立城乾幼稚園
- 姫路市立城西幼稚園
- 姫路市立高岡幼稚園
- 姫路市立荒川幼稚園
- 姫路市立四郷幼稚園
- 姫路市立青山幼稚園
- 姫路市立糸引幼稚園
- 姫路市立大塩幼稚園
- 姫路市立飾磨幼稚園
- 姫路市立網干幼稚園
- 姫路市立英賀保幼稚園
- 姫路市立旭陽幼稚園
- 姫路市立大津幼稚園
- 姫路市立勝原幼稚園

### 尼崎市
- 尼崎市立梅園幼稚園
- 尼崎市立竹谷幼稚園
- 尼崎市立長洲幼稚園
- 尼崎市立博愛幼稚園
- 尼崎市立大島幼稚園
- 尼崎市立立花幼稚園
- 尼崎市立塚口幼稚園
- 尼崎市立富松幼稚園
- 尼崎市立武庫幼稚園
- 尼崎市立武庫南幼稚園
- 尼崎市立武庫庄幼稚園
- 尼崎市立園和北幼稚園
- 尼崎市立園田幼稚園
- 尼崎市立園和幼稚園
- 尼崎市立小園幼稚園
- 尼崎市立武庫北幼稚園

### 明石市
- 明石市立松が丘幼稚園
- 明石市立朝霧幼稚園
- 明石市立人丸幼稚園
- 明石市立明石幼稚園
- 明石市立播陽幼稚園
- 明石市立王子幼稚園
- 明石市立大観幼稚園
- 明石市立林幼稚園
- 明石市立貴崎幼稚園
- 明石市立和坂幼稚園
- 明石市立花園幼稚園
- 明石市立沢池幼稚園
- 明石市立鳥羽幼稚園
- 明石市立藤江幼稚園
- 明石市立大久保幼稚園
- 明石市立大久保南幼稚園
- 明石市立高丘西幼稚園
- 明石市立高丘東幼稚園
- 明石市立山手幼稚園
- 明石市立谷八木幼稚園
- 明石市立江井島幼稚園
- 明石市立魚住幼稚園
- 明石市立清水幼稚園
- 明石市立錦が丘幼稚園
- 明石市立錦浦幼稚園
- 明石市立二見幼稚園
- 明石市立二見西幼稚園
- 明石市立二見北幼稚園

### 西宮市
- 西宮市立浜脇幼稚園
- 西宮市立越木岩幼稚園
- 西宮市立夙川幼稚園
- 西宮市立大社幼稚園
- 西宮市立上ヶ原幼稚園
- 西宮市立高木幼稚園
- 西宮市立瓦木幼稚園
- 西宮市立門戸幼稚園
- 西宮市立春風幼稚園
- 西宮市立今津幼稚園
- 西宮市立用海幼稚園
- 西宮市立鳴尾東幼稚園
- 西宮市立鳴尾北幼稚園
- 西宮市立南甲子園幼稚園
- 西宮市立浜甲子園幼稚園
- 西宮市立高須西幼稚園
- 西宮市立鳴尾東幼稚園
- 西宮市立鳴尾北幼稚園
- 西宮市立小松幼稚園
- 西宮市立山口幼稚園
- 西宮市立名塩幼稚園
- 西宮市立生瀬幼稚園
- 西宮市立子育て総合センター付属あおぞら幼稚園

### 洲本市
- 洲本市立第一幼稚園
- 洲本市立加茂幼稚園
- 洲本市立洲本幼稚園
- 洲本市立大野幼稚園
- 洲本市立第三幼稚園

### 芦屋市
- 芦屋市立精道幼稚園
- 芦屋市立宮川幼稚園
- 芦屋市立伊勢幼稚園
- 芦屋市立岩園幼稚園
- 芦屋市立朝日ヶ丘幼稚園
- 芦屋市立潮見幼稚園
- 芦屋市立小槌幼稚園
- 芦屋市立浜風幼稚園
- 芦屋市立西山幼稚園

### 伊丹市
- 伊丹市立伊丹幼稚園
- 伊丹市立稲野幼稚園
- 伊丹市立南幼稚園
- 伊丹市立神津幼稚園
- 伊丹市立緑幼稚園
- 伊丹市立桜台幼稚園
- 伊丹市立天神川幼稚園
- 伊丹市立ささはら幼稚園
- 伊丹市立みずほ幼稚園
- 伊丹市立おぎの幼稚園
- 伊丹市立ありおか幼稚園
- 伊丹市立はなさと幼稚園
- 伊丹市立せつよう幼稚園
- 伊丹市立すずはら幼稚園
- 伊丹市立いけじり幼稚園
- 伊丹市立こやのさと幼稚園
- 伊丹市立こうのいけ幼稚園

### 相生市
- 相生市立相生幼稚園
- 相生市立山手幼稚園
- 相生市立平芝幼稚園
- 相生市立中央幼稚園
- 相生市立矢野川幼稚園
- 相生市立あおば幼稚園

### 豊岡市
- 豊岡市立豊岡めぐみ幼稚園
- 豊岡市立豊岡ひかり幼稚園
- 豊岡市立田鶴野幼稚園
- 豊岡市立中竹野幼稚園
- 豊岡市立八条幼稚園
- 豊岡市立三江幼稚園
- 豊岡市立五荘幼稚園
- 豊岡市立新田幼稚園
- 豊岡市立中筋幼稚園
- 豊岡市立奈佐幼稚園
- 豊岡市立港東幼稚園
- 豊岡市立港西幼稚園
- 豊岡市立神美幼稚園
- 豊岡市立城崎幼稚園
- 豊岡市立竹野幼稚園
- 豊岡市立府中幼稚園
- 豊岡市立出石幼稚園
- 豊岡市立日高幼稚園
- 豊岡市立三方幼稚園
- 豊岡市立清滝幼稚園
- 豊岡市立福住幼稚園
- 豊岡市立寺坂幼稚園
- 豊岡市立小坂幼稚園
- 豊岡市立小野幼稚園
- 豊岡市立合橋幼稚園
- 豊岡市立高橋幼稚園
- 豊岡市立資母幼稚園

### 加古川市
- 加古川市立加古川幼稚園
- 加古川市立別府町幼稚園
- 加古川市立東神吉幼稚園
- 加古川市立西神吉幼稚園
- 加古川市立やまて幼稚園
- 加古川市立氷丘幼稚園
- 加古川市立野口幼稚園
- 加古川市立平岡幼稚園
- 加古川市立尾上幼稚園
- 加古川市立両荘幼稚園
- 加古川市立川西幼稚園
- 加古川市立平岡南幼稚園
- 加古川市立浜の宮幼稚園
- 加古川市立鳩里幼稚園
- 加古川市立平岡東幼稚園
- 加古川市立野口北幼稚園
- 加古川市立しかた幼稚園
- 加古川市立氷丘南幼稚園
- 加古川市立平岡北幼稚園
- 加古川市立野口南幼稚園

### 赤穂市
- 赤穂市立赤穂幼稚園
- 赤穂市立塩屋幼稚園
- 赤穂市立尾崎幼稚園
- 赤穂市立御崎幼稚園
- 赤穂市立坂越幼稚園
- 赤穂市立高雄幼稚園
- 赤穂市立有年幼稚園
- 赤穂市立原幼稚園
- 赤穂市立赤穂西幼稚園
- 赤穂市立城西幼稚園

### 宝塚市
- 宝塚市立良元幼稚園
- 宝塚市立小浜幼稚園
- 宝塚市立宝塚幼稚園
- 宝塚市立長尾幼稚園
- 宝塚市立西谷幼稚園
- 宝塚市立仁川幼稚園
- 宝塚市立西山幼稚園
- 宝塚市立末成幼稚園
- 宝塚市立安倉幼稚園
- 宝塚市立中山五月台幼稚園
- 宝塚市立長尾南幼稚園
- 宝塚市立丸橋幼稚園

### 三木市
- 三木市立三樹幼稚園
- 三木市立平田幼稚園
- 三木市立三木幼稚園
- 三木市立別所幼稚園
- 三木市立志染幼稚園
- 三木市立豊地幼稚園
- 三木市立瑞穂幼稚園
- 三木市立広野幼稚園
- 三木市立緑が丘幼稚園
- 三木市立緑が丘東幼稚園
- 三木市立口吉川幼稚園
- 三木市立よかわ幼稚園
- 三木市立自由が丘幼稚園
- 三木市立自由が丘東幼稚園
- 三木市立みなぎ台幼稚園

### 高砂市
- 高砂市立高砂幼稚園
- 高砂市立荒井幼稚園
- 高砂市立伊保幼稚園
- 高砂市立中筋幼稚園
- 高砂市立曽根幼稚園
- 高砂市立米田幼稚園
- 高砂市立北浜幼稚園
- 高砂市立阿弥陀幼稚園
- 高砂市立米田西幼稚園
- 高砂市立伊保南幼稚園

### 川西市
- 川西市立久代幼稚園
- 川西市立加茂幼稚園
- 川西市立川西幼稚園
- 川西市立多田幼稚園
- 川西市立東谷幼稚園
- 川西市立松風幼稚園
- 川西市立川西北幼稚園
- 川西市立ふたば幼稚園
- 川西市立清和台幼稚園
- 川西市立牧の台幼稚園

### 小野市
- 小野市立小野東幼稚園
- 小野市立わか松幼稚園

### 三田市
- 三田市立三田幼稚園
- 三田市立三輪幼稚園
- 三田市立本庄幼稚園
- 三田市立広野幼稚園
- 三田市立小野幼稚園
- 三田市立高平幼稚園
- 三田市立母子幼稚園
- 三田市立志手原幼稚園
- 三田市立松が丘幼稚園
- 三田市立藍幼稚園

### 加西市
- 加西市立北条幼稚園
- 加西市立北条東幼稚園
- 加西市立賀茂幼児園
- 加西市下里幼稚園
- 加西市立九会幼稚園
- 加西市立富合幼稚園
- 加西市立宇仁幼稚園
- 加西市立日吉幼稚園
- 加西市立西在田幼稚園
- 加西市立泉幼稚園

### 丹波篠山市
- 丹波篠山市立篠山幼稚園
- 丹波篠山市立八上幼稚園
- 丹波篠山市立畑幼稚園
- 丹波篠山市立城北幼稚園
- 丹波篠山市立岡野幼稚園
- 丹波篠山市立後川幼稚園
- 丹波篠山市立たき幼稚園
- 丹波篠山市立大山幼稚園
- 丹波篠山市立味間幼稚園
- 丹波篠山市立城南幼稚園
- 丹波篠山市立古市幼稚園
- 丹波篠山市立今田幼稚園
- 丹波篠山市立かやのみ幼稚園
- 丹波篠山市立西紀みなみ幼稚園
- 丹波篠山市立西紀きた幼稚園

### 養父市
- 養父市立養父幼稚園
- 養父市立高柳幼稚園
- 養父市立八鹿幼稚園
- 養父市立伊佐幼稚園
- 養父市立宿南幼稚園
- 養父市立広谷幼児センター
- 養父市立浅野幼児センター
- 養父市立建屋幼児センター

### 丹波市
- 丹波市立崇広幼稚園
- 丹波市立新井幼稚園
- 丹波市立上久下幼稚園
- 丹波市立久下幼稚園
- 丹波市立小川幼稚園
- 丹波市立和田幼稚園
- 丹波市立南幼稚園
- 丹波市立中央幼稚園
- 丹波市立西幼稚園
- 丹波市立北幼稚園
- 丹波市立東幼稚園
- 丹波市立竹田幼稚園
- 丹波市立吉見幼稚園
- 丹波市立青垣幼稚園
- 丹波市立三輪幼稚園
- 丹波市立春日部幼稚園
- 丹波市立大路幼稚園
- 丹波市立進修幼稚園
- 丹波市立黒井幼稚園
- 丹波市立船城幼稚園

### 南あわじ市
- 南あわじ市立志知幼稚園
- 南あわじ市立津井幼稚園
- 南あわじ市立阿那賀幼稚園
- 南あわじ市立湊幼稚園
- 南あわじ市立伊加利幼稚園
- 南あわじ市立丸山幼稚園

### 朝来市
- 朝来市立東河幼稚園
- 朝来市立大蔵幼稚園
- 朝来市立栃原幼稚園
- 朝来市立寺内幼稚園
- 朝来市立竹内幼稚園
  - 朝来市立竹内幼稚園朝日分園
- 朝来市立竹田幼稚園
  - 朝来市立竹田幼稚園藤和分園
- 朝来市立和田山幼稚園
- 朝来市立粟鹿幼稚園
- 朝来市立奥銀谷幼稚園
- 朝来市立与布土幼稚園
- 朝来市立梁瀬幼稚園
- 朝来市立中川幼稚園
- 朝来市立山口幼稚園
- 朝来市立生野幼稚園

### 淡路市
- 淡路市立石屋小学校附属幼稚園

### 宍粟市
- 宍粟市立山崎幼稚園
- 宍粟市立菅野幼稚園
- 宍粟市立城下幼稚園
- 宍粟市立河東幼稚園
- 宍粟市立神野幼稚園
- 宍粟市立伊水幼稚園
- 宍粟市立都多幼稚園
- 宍粟市立土万幼稚園
- 宍粟市立神戸幼稚園
- 宍粟市立染河内幼稚園
- 宍粟市立三方幼稚園
- 宍粟市立波賀幼稚園
- 宍粟市立野尻幼稚園
- 宍粟市立千種幼稚園
  - 宍粟市立千種幼稚園鷹巣分園
- 宍粟市立千種北幼稚園

### 加東市
- 加東市立社幼稚園

### たつの市
- たつの市立龍野幼稚園
- たつの市立小宅北幼稚園
- たつの市立小宅南幼稚園
- たつの市立揖西東幼稚園
- たつの市立揖西北幼稚園
- たつの市立揖西南幼稚園
- たつの市立西栗栖幼稚園
- たつの市立東栗栖幼稚園
- たつの市立揖保幼稚園
- たつの市立誉田幼稚園
- たつの市立神岡幼稚園
- たつの市立香島幼稚園
- たつの市立新宮幼稚園
- たつの市立越部幼稚園
- たつの市立半田幼稚園
- たつの市立神部幼稚園
- たつの市立河内幼稚園
- たつの市立御津幼稚園
- たつの市立室津幼稚園

### 川辺郡

#### 猪名川町
- 猪名川町立猪名川幼稚園
- 猪名川町立松尾台幼稚園
- 猪名川町立六瀬幼稚園
- 猪名川町立つつじが丘幼稚園

### 多可郡

#### 多可町

##### 中区
- 多可町立中町幼稚園

### 加古郡

#### 稲美町
- 稲美町立加古幼稚園
- 稲美町立母里幼稚園
- 稲美町立天満幼稚園
- 稲美町立天満南幼稚園
- 稲美町立天満東幼稚園

#### 播磨町
- 播磨町立播磨幼稚園
- 播磨町立蓮池幼稚園
- 播磨町立播磨西幼稚園

### 神崎郡

#### 市川町
- 市川町立甘地幼稚園
- 市川町立鶴居幼稚園

#### 福崎町
- 福崎町立福崎幼稚園
- 福崎町立高岡幼稚園
- 福崎町立田原幼稚園
- 福崎町立八千種幼稚園

#### 神河町
- 神河町立神崎幼稚園
- 神河町立寺前幼稚園
- 神河町立長谷幼稚園(休園中)

### 揖保郡

#### 太子町
- 太子町立龍田幼稚園
- 太子町立斑鳩幼稚園
- 太子町立太田幼稚園
- 太子町立石海幼稚園

### 赤穂郡

#### 上郡町
- 上郡町立鞍居幼稚園
- 上郡町立高田幼稚園
- 上郡町立山野里幼稚園
- 上郡町立上郡幼稚園
- 上郡町立赤松幼稚園
- 上郡町立船坂幼稚園

### 美方郡

#### 新温泉町
- 新温泉町立浜坂幼稚園
- 新温泉町立温泉幼稚園
- 新温泉町立諸寄幼稚園

#### 香美町

##### 香住区
- 香美町立奥佐津幼稚園
- 香美町立佐津幼稚園
- 香美町立柴山幼稚園
- 香美町立香住幼稚園
- 香美町立長井幼稚園
- 香美町立余部幼稚園

##### 村岡区
- 香美町立村岡幼稚園
- 香美町立うづか幼稚園
- 香美町立射添幼稚園

## 私立幼稚園

### 神戸市

#### 東灘区
- 甲南幼稚園
- 群華幼稚園
- 本山幼稚園
- 光の園幼稚園
- 岡本信愛幼稚園
- 甲南同胞幼稚園
- 茅渟の浦幼稚園
- 住吉学園幼稚園
- 青い鳥学園第一幼稚園
- 青い鳥学園第二幼稚園
- 渦が森幼稚園
- 星の園幼稚園
- 頌栄幼稚園
- 六甲アイランド幼稚園
- 夢の星幼稚園

#### 灘区
- ランバス記念幼稚園
- 微笑幼稚園
- 六甲幼稚園
- 若草幼稚園
- かおる幼稚園
- 高羽幼稚園
- 八幡幼稚園
- ホザナ幼稚園
- 西灘幼稚園
- 鶴甲幼稚園

#### 兵庫区
- 神戸夢野幼稚園
- 石井幼稚園
- 神港みどり幼稚園
- 聖ミカエル兵庫幼稚園
- みなと幼稚園
- たちえ第二幼稚園

#### 長田区
- 近田幼稚園
- あけぼの幼稚園
- 名倉幼稚園
- しろはな幼稚園
- 光の子幼稚園
- 名倉みふね幼稚園
- 丸山小羊幼稚園
- 神戸常盤大学附属ときわ幼稚園
- 高取台幼稚園

#### 須磨区
- 須磨浦幼稚園
- 妙法寺幼稚園
- 西須磨幼稚園
- 禅昌寺幼稚園
- 大手幼稚園
- 育英幼稚園
- 千鳥幼稚園
- 平田幼稚園
- 北須磨幼稚園
- 白川台幼稚園
- 須磨みどり幼稚園
- 神戸YMCAちとせ幼稚園
- 兵庫大学附属須磨幼稚園
- 神戸女子大学附属高倉台幼稚園

#### 垂水区
- 霞ヶ丘幼稚園
- 桃の木幼稚園
- 舞子幼稚園
- 高丸幼稚園
- 塩屋幼稚園
- 愛徳幼稚園
- 愛垂幼稚園
- 明舞幼稚園
- 聖マリアの園幼稚園
- 神陵台愛徳幼稚園
- 湊川短期大学附属西舞子幼稚園
- 星陵台めぐみ幼稚園
- 湊川短期大学附属神陵台幼稚園
- 園田学園女子大学短期大学部附属学が丘幼稚園

#### 北区
- 鈴蘭台幼稚園
- 五葉幼稚園
- 有野台幼稚園
- 聖ミカエル幼稚園
- 北六甲幼稚園
- 広陵幼稚園
- 泉台幼稚園
- 星和台幼稚園
- ひよどり台幼稚園
- レナ幼稚園
- 正英幼稚園
- 六甲藤原台幼稚園
- 神戸鹿の子幼稚園

#### 中央区
- 熊内幼稚園
- 明照幼稚園
- 塩原学園幼稚園
- 小さき花の園幼稚園
- 山手幼稚園
- 神戸教会いずみ幼稚園
- 光の丘幼稚園
- 神戸華僑幼稚園

#### 西区
- 春日台幼稚園
- 有瀬幼稚園
- さくらんぼ幼稚園
- 学園幼稚園
- 桑ノ木幼稚園
- いりえ幼稚園
- 高羽美賀多台幼稚園
- いぶき幼稚園
- 西神戸YMCA幼稚園

### 姫路市
- 日ノ本幼稚園
- 船場御坊幼稚園
- フタバ幼稚園
- マリア幼稚園
- 五字ヶ丘幼稚園
- 聖ミカエル広畑幼稚園
- エンゼル学園幼稚園
- 真愛幼稚園
- しげる幼稚園
- 真教寺宝国幼稚園

### 尼崎市
- 慈愛幼稚園
- 園田慈愛幼稚園
- 園田学園幼稚園
- 七松幼稚園
- 百合学院幼稚園
- 武庫之荘幼稚園
- 明和幼稚園
- みのり幼稚園
- みこころ幼稚園
- 難波愛の園幼稚園
- 梅花幼稚園
- 戸ノ内幼稚園
- 母智幼稚園
- めぐみ幼稚園
- 杭瀬幼稚園
- しもさかべ幼稚園
- 浜幼稚園
- 武庫愛の園幼稚園
- 立花愛の園幼稚園
- たけぞの幼稚園
- 梅花東幼稚園
- 武庫からたち幼稚園
- からたち幼稚園
- 常光寺幼稚園
- 武庫東からたち幼稚園

### 明石市
- 錦江幼稚園
- 小羊幼稚園
- 牧羊幼稚園

### 西宮市
- 一里山幼稚園
- 苦楽園口幼稚園
- くるみ幼稚園
- 甲子園東幼稚園
- みそら幼稚園
- こひつじ幼稚園
- すずらん幼稚園
- 西宮公同幼稚園
- 花園幼稚園
- つぼみ幼稚園
- 西宮甲武幼稚園
- 上甲子園幼稚園
- 甲子園学院幼稚園
- 甲子園口幼稚園
- 甲子園二葉幼稚園
- 甲東幼稚園
- 甲陽幼稚園
- 香櫨園幼稚園
- こばと幼稚園
- 西光幼稚園
- 幸幼稚園
- 仁川幼稚園
- 神戸海星女子学院マリア幼稚園
- 夙川学院短期大学付属幼稚園
- 松風幼稚園
- 関西学院幼稚園
- 段上幼稚園
- 仁川学院マリアの園幼稚園
- 浜甲子園健康幼稚園
- 武庫川女子大学附属幼稚園
- 阪急幼稚園
- 光明幼稚園
- 東山幼稚園
- 広田幼稚園
- 松秀幼稚園
- 武庫川幼稚園
- 睦幼稚園
- 安井幼稚園
- 和光幼稚園
- いるか幼稚園

### 洲本市
- 柳幼稚園

### 伊丹市
- 王たるキリスト幼稚園
- 月影幼稚園
- ロザリオ幼稚園
- 西伊丹幼稚園
- 白ゆり幼稚園
- 二葉幼稚園
- 美鈴月影幼稚園
- いずみ幼稚園
- 野間幼稚園

### 相生市
- テレジア幼稚園

### 豊岡市
- こうのとり認定こども園

### 加古川市
- 別府幼稚園
- 東播幼稚園
- 兵庫大学附属加古川幼稚園

### 赤穂市
- 赤穂あけぼの幼稚園

### 宝塚市
- 逆瀬川幼稚園
- すみれ幼稚園
- 生成幼稚園
- 宝塚厚生幼稚園
- 自然幼稚園
- 宝塚ふたば幼稚園
- 宝塚南口幼稚園
- 宝塚武庫山幼稚園
- 野上幼稚園
- 花屋敷幼稚園
- 雲雀丘学園幼稚園
- 雲雀丘学園中山台幼稚園
- めぐみ学園幼稚園
- ルンビニ学園幼稚園

### 三木市
- 緑が丘幼稚園

### 川西市
- 清和台めぐみ幼稚園
- 鶴之荘幼稚園
- 親和幼稚園
- 平野幼稚園
- 藤ヶ丘幼稚園
- 緑台幼稚園
- 新清和台幼稚園
- 美山幼稚園

### 三田市
- 湊川短期大学附属北摂第一幼稚園
- 湊川短期大学附属北摂中央幼稚園
- 湊川短期大学附属北摂学園幼稚園
- 三田あさひ幼稚園
- 三田さち幼稚園
- 三田つつじが丘幼稚園
- 三田けやき台幼稚園
- やよい幼稚園
- 三田慈愛幼稚園
- ふじ幼稚園

### 加西市
- 愛の光こども園

### 川辺郡
- YMCA松尾台幼稚園
- YMCAしろがね幼稚園

### 神崎郡
- 姫路日ノ本短期大学付属幼稚園

### 佐用郡
- 佐用マリア幼稚園